# Ганделліно
Ганделліно, Ґанделліно (італ. Gandellino) — муніципалітет в Італії, у регіоні Ломбардія,  провінція Бергамо.
Ганделліно розташоване на відстані близько 500 км на північний захід від Рима, 85 км на північний схід від Мілана, 45 км на північний схід від Бергамо.
Населення — 1026 осіб (2014).
Щорічний фестиваль відбувається 11 листопада. Покровитель — святий Мартин.

## Демографія
Населення за роками:

Станом на 1 січня 2023 року в муніципалітеті офіційно проживало 7 іноземців з 6 країн, серед них 1 громадянин країн Євросоюзу.

## Сусідні муніципалітети
- Карона
- Громо
- Вальбондьйоне
- Вальгольйо